# Relict Lake
Relict Lake är en sjö i Antarktis. Den ligger i Sydshetlandsöarna. Argentina, Chile och Storbritannien gör anspråk på området. Relict Lake ligger 156 meter över havet.